# Mir Akbar Khyber
Mir Akbar Khyber (11 de janeiro de 1925 - 17 de abril de 1978) foi um intelectual de esquerda afegão e líder da facção Parcham do Partido Democrático do Povo do Afeganistão (PDPA). Seu assassinato por uma pessoa ou pessoas não identificadas levou à derrubada da república de Mohammed Daoud Khan e ao advento de um regime socialista no Afeganistão, a República Democrática do Afeganistão.

## Início da vida e educação
Ele nasceu em 11 de março de 1925, na província de Logar. Khyber se formou na Harbi Pohantoon Military University em 1947.

## Carreira
Em 1950 ele foi preso por suas atividades revolucionárias. Mais tarde, ele foi contratado pelo Ministério da Educação, até ser expulso de Paktia por participar de um motim em 1965. Após retornar a Cabul, ele se tornou editor do jornal Parcham, Parcham, e supervisionou o programa de recrutamento de Parchams no Exército afegão. Ele era um confidente próximo do líder Parcham Babrak Karmal.

## Assassinato
Ele foi assassinado fora de sua casa em 17 de abril de 1978. O regime Daoud tentou colocar a culpa pela morte de Khyber no Hezbi Islami de Gulbuddin Hekmatyar, mas Nur Mohammad Taraki do PDPA acusou o próprio governo de ser o responsável, uma crença isso foi compartilhado por grande parte da intelligentsia de Cabul. Louis Dupree, um historiador americano e especialista no Afeganistão, concluiu que o ministro do interior Mohammed Issa Nuristani, um virulento anticomunista, havia ordenado o assassinato. No entanto, várias fontes, incluindo colegas Parchamites Babrak Karmal e Anahita Ratebzad, afirmaram que Hafizullah Amin, líder da facção rival Khalq, foi o instigador do assassinato. Mas alguns ex-ministros da facção Khalq afirmam que o assassinato foi ordenado pela União Soviética e Karmal. O confidente de Daoud, Abdul Samad Ghaus, sugeriu que existia uma forte rivalidade entre Amin e Khyber enquanto ambos tentavam se infiltrar nas forças armadas de suas respectivas facções. Além disso, as tentativas de Khyber de reunir as células Khalq e Parcham dentro das forças armadas teriam minado o poder de Amin, de acordo com fontes comunistas. Ghaus sugere que os capangas de Amin, Siddiq Alamyar e seu irmão, são responsáveis pelo assassinato de Khyber e Inamulhaq Gran (erroneamente considerado Karmal) por ordem de Amin. Alamyar tornou-se ministro do planejamento de Amin e seu irmão presidente da autoridade geral de transporte.
No funeral de Khyber em 19 de abril, cerca de 15 000 simpatizantes do PDPA se reuniram em Cabul e desfilaram pelas ruas cantando slogans contra a CIA e a SAVAK, a polícia secreta do Xá do Irã. Alarmado com esta demonstração de força comunista, Daoud ordenou uma repressão à liderança do PDPA, que por sua vez levou o PDPA a lançar um golpe militar que ficou conhecido como a Revolução de Saur, durante o qual Daoud foi morto, e o PDPA assumiu o poder.